# Nkong-Nnen I
Pour les articles homonymes, voir Nkong.
Ne doit pas être confondu avec Nkong Nen I.
Nkong-Nnen I ou Nkongnen I est un village du Cameroun, situé dans la commune de Ngomedzap, le département du Nyong-et-So'o et la région du Centre.

## Population
En 1963, Nkong-Nnen I comptait 315 habitants, principalement des Bané. Lors du recensement de 2005, on y a dénombré 268 personnes.